# Lily Chou-Chou no Subete
All About Lily Chou-Chou (リリイ・シュシュのすべて Rirī Shushu no Subete) là bộ phim Nhật Bản trình chiếu năm 2001 do Shunji Iwai biên kịch và đạo diễn. Bộ phim khắc họa cuộc sống của lứa học sinh vừa bước qua tuổi 14 tại một trường trung học Nhật Bản, và ảnh hưởng từ âm nhạc của nữ ca sĩ Lily Chou-Chou đến một vài cá nhân trong số này.

## Diễn viên
- Shugo Oshinari vai Shūsuke Hoshino (星野修介 Hoshino Shūsuke), một học sinh xuất sắc nhất trường, nhưng sau chuyến đi định mệnh tới Okinawa đã trở thành một kẻ bắt nạt hung ác.
- Hayato Ichihara vai Yūichi Hasumi (蓮見雄一 Hasumi Yūichi), Nhân vật chính của phim. Trước đây là bạn thân của Hoshino, sau này bị trấn áp và miễn cưỡng gia nhập băng đảng của Hoshino. Yuuichi rất hâm mộ Lily Chou-Chou và cũng là điều hành viên một trang BBS về cô ca sĩ này.
- Ayumi Ito vai Yōko Kuno (久野陽子 Kuno Yōko), bạn cùng lớp Yūichi. Xinh đẹp và giỏi đàn piano, Kuno là cái gai trong mắt nhóm nữ sinh cá biệt ở lớp. Cô bị thành viên trong băng đảng của Hoshino cưỡng hiếp và sau đó tự cạo trọc đầu để giải thoát cho mình khỏi chung số phận với Shiori Tsuda.
- Yū Aoi vai Shiori Tsuda (津田詩織 Tsuda Shiori), bạn cùng lớp với Yūichi, do bị Hoshino đe dọa, buộc phải đi lại với các khách hàng trung niên để lấy tiền. Yūichi kết bạn và chia sẻ âm nhạc của Lily với cô. Shiori tự sát ở gần cuối bộ phim.
- Izumi Inamori vai Izumi Hoshino (星野いずみ Hoshino Izumi), người mẹ xinh đẹp và trẻ trung của Hoshino.
- Salyu vai Lily Chou-Chou, một nữ ca sĩ nổi tiếng được giới trẻ yêu thích. Người hâm mộ Lily tin rằng âm nhạc của cô truyền tải Ether, thứ có thể được cảm nhận thông qua những ca khúc êm ái và buồn bã mà cô thể hiện.

## Giải thưởng và Đề cử
- 2002 Berlin International Film Festival – Panorama (Shunji Iwai)
- 2002 6th Shanghai International Film Festival – Best Music (Takeshi Kobayashi) and Special Jury Award (Shunji Iwai)